# Edmund Joensen

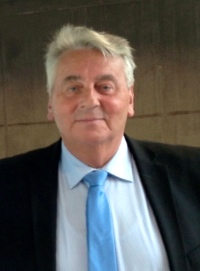
Edmund Joensen

Edmund Esbern Johannes Joensen (* 19. September 1944 in Oyri) ist ein färöischer Politiker der Unionisten (Sambandsflokkurin) und war 1994–1998 Ministerpräsident der Färöer (Løgmaður).
Edmund ist der Sohn von Hansina, geborene Samuelsen aus Haldórsvík und Poul Joensen aus Oyri. Verheiratet ist er mit Edfríð, geb. Johannesen aus Norðskáli.
Seit 1988 ist er Mitglied des Løgtings (ausgenommen seine Zeit als Regierungschef). 1990–2001 war er Vorsitzender der Unionisten, die für eine enge Bindung der Färöer an Dänemark eintreten. 1994–98 war er Mitglied des dänischen Folketing (während seiner Zeit als Regierungschef ließ er sich vertreten).
Seit 2002 ist Edmund Joensen Vorsitzender des Løgtings. Bei der Folketingswahl 2007 wurde er als einer der beiden färöischen Abgeordneten ins dänische Parlament gewählt.
Dort ist er Vorsitzender des Färöer-Ausschusses. Er ist damit der erste Färinger der Geschichte, der Vorsitzender eines Folketings-Ausschusses wurde.